# Pinhal Interior Sul
Pinhal Interior Sul és una subregió estadística portuguesa, part de la Regió Centre, i dividida entre el Districte de Castelo Branco i el Districte de Santarém. Limita al nord amb Pinhal Interior Norte i Cova da Beira, a l'est amb Beira Interior Sul, al sud amb Alto Alentejo i a l'oest amb Médio Tejo. Àrea: 1906 km². Població (2001): 44 804.
Comprèn 5 concelhos:
- Mação
- Oleiros
- Proença-a-Nova
- Sertã
- Vila de Rei